# Sicyonia wheeleri
Sicyonia wheeleri is een tienpotigensoort uit de familie van de Sicyoniidae. De wetenschappelijke naam van de soort is voor het eerst geldig gepubliceerd in 1943 door Gurney.